# Мить (том віршів)
Мить (пол. Chwila) — збірка поезій Віслави Шимборської, опублікована 28 серпня 2002 року в Кракові Інститутом соціального видавництва «Znak». У 2003 році фіналіст літературної премії «Ніке».
Збірка містить 23 вірші. Це була перша публікація після того, як Шимборська отримала Нобелівську премію в 1996 році. На відміну від пісень з попереднього релізу «Koniec i pozna», вірші у «Миті» менш дотепні та зосереджені на парадоксах життя. Більшою мірою вони непомітно й безмовно згадують смерть, яка є всюдисуща, неминуча, жахлива й цілком звична, скандальна й цілком природна. Тексти навіть описуються як песимістичні та катастрофічні. У віршах авторка висловлює своє здивування, постійно ставлячи запитання «чому?».